# Jacques Buot
Jacques Buot, auch Buhot († um 1675) war ein französischer Mathematiker, Ingenieur und Astronom.
Buot war Astronom und Ingenieur des französischen Königs und seit ihrer Gründung 1666 Mitglied der Académie des sciences. 
1667 war er an den Messungen von Christian Huygens über die Neigung des Saturnrings zur Ekliptik beteiligt. Außerdem erfand er ein astronomisches Instrument (Équere azimutale) zur Messung der Neigung zwischen Meridian (Astronomie) und Horizont. Er befasste sich auch mit physikalischen Experimenten im Anschluss an Huygens, so bei der Messung der Volumenausdehnung von Wasser beim Erstarren zu Eis. 1669 war er an den Diskussionen der Akademie (auch mit Huygens) über die Ursachen der Gravitation beteiligt und trat einer Fernwirkungstheorie entgegen.
Der Ingenieur Claude-Antoine Couplet war sein Schüler und Schwiegersohn. 1670 verkaufte er diesem seine königliche Mathematik-Professur an der Grande Écurie.
Nach Condorcet starb er 1675, nach einem Brief von Olaus Römer an Huygens erst 1677. Sein monatliches Gehalt als Mitglied der Akademie erhielt er zuletzt im Juni 1676.